# Hystricia argentinensis
Hystricia argentinensis är en tvåvingeart som beskrevs av Blanchard 1941. Hystricia argentinensis ingår i släktet Hystricia och familjen parasitflugor. Inga underarter finns listade i Catalogue of Life.